# Malý Slivník
Malý Slivník (em húngaro: Kisszilva) é um município da Eslováquia, situado no distrito de Prešov, na região de Prešov. Tem 2,61 km² de área e sua população em 2018 foi estimada em 976 habitantes.

## Demografia
| Ano:        | 1994 | 2004    | 2014    | 2024    |
| ----------- | ---- | ------- | ------- | ------- |
| Broj ljudi: | 524  | 722     | 890     | 1122    |
| Razlika:    |      | +37,78% | +23,26% | +26,06% |

| Ano:               | 2023 | 2024 |
| ------------------ | ---- | ---- |
| Número de pessoas: | 1100 | 1122 |
| Diferença:         |      | +2%  |